# Roscoe Chenier
Roscoe Chenier (* 6. November 1941 in Louisiana; † 7. Februar 2013 in Opelousas, Louisiana) war ein Sänger und Gitarrist im Bereich des Blues und des Rhythm and Blues.

## Leben und Wirken
Roscoe Chenier war ein Großcousin des Zydeco-Musikers Clifton Chenier und wuchs in Louisiana auf, wo er bereits als Jugendlicher 1957 in einer Band namens Rockin' CD & the Blues Runners spielte. 1959 gründete er seine erste eigene Band; 1961 nahm er für das Label Reynaud die Single Born for Bad Luck/Annie Mae's Yo-Yo auf. Chenier, stilistisch von B. B. King und Fats Domino beeinflusst, trat bis in die 1990er Jahre vor allem im Bundesstaat Louisiana auf; erst 1993 entstanden weitere Aufnahmen, als er für Avenue Jazz ein Album einspielte. In Europa wurde Chenier durch seine Auftritte von 1992 bis 2001 beim Blues Estafette in den Niederlanden bekannt; 1994 gastierte er beim North Sea Jazz Festival in Den Haag und weiteren Bluesfestivals.

## Diskographische Hinweise
- Roscoe Chenier (1993)
- Roscoe Style (2001)
- Waiting for My Tomorrow (2006)